# Greba

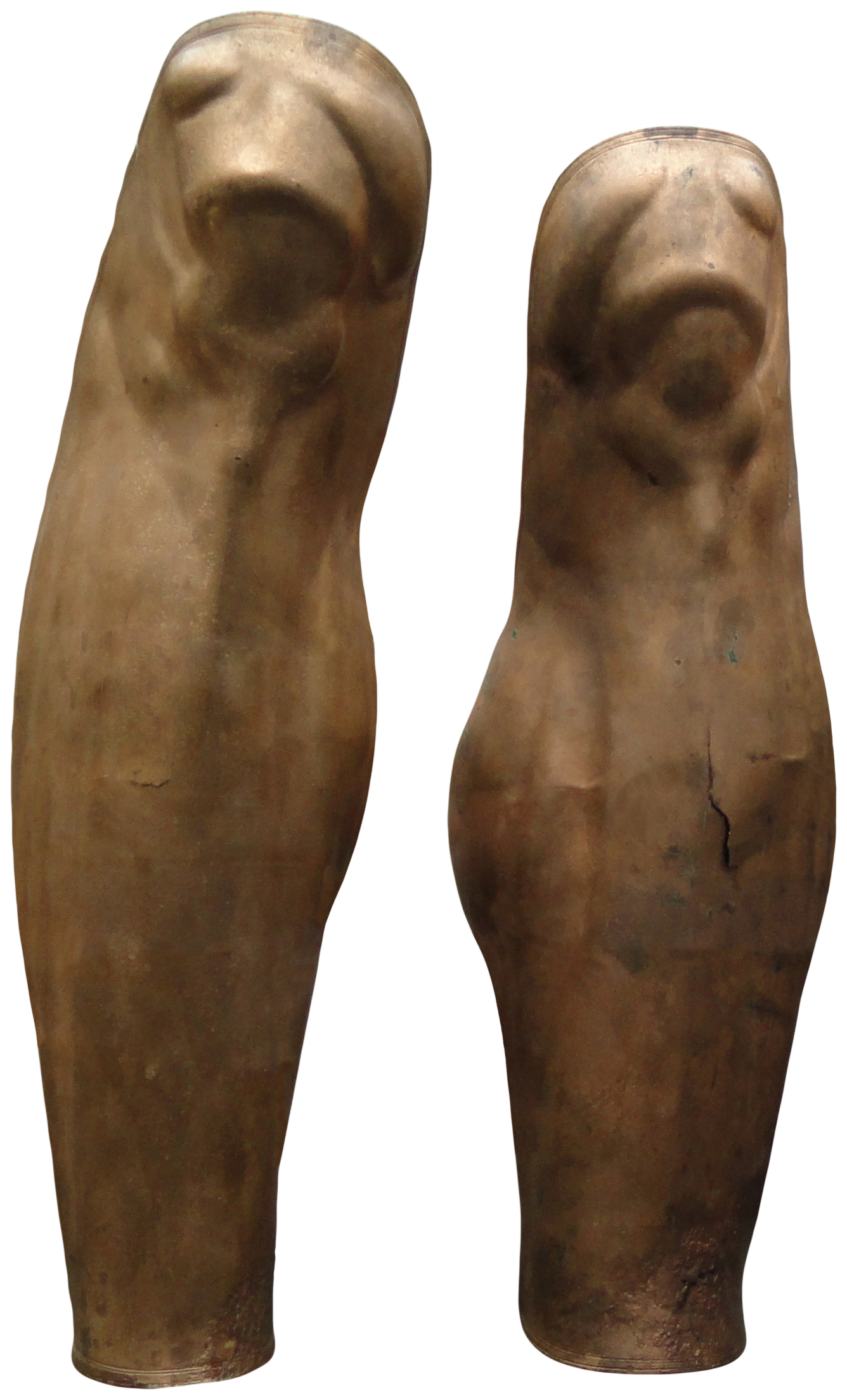
Grebas griegas (500 a. C.).

La greba es una pieza de la armadura antigua que cubría la pierna desde la rodilla hasta la base del pie. El origen de esta pieza hay que buscarlo en la antigüedad griega. Es verdad que la palabra greba solo es aplicable a la pieza de la armadura que cubre toda la pierna, pues cuando solo cubre la espinilla recibe el nombre de cnémida, espinillera, canilleta y esquinela, y cuando encierra completamente la pierna debe llamársele grebón. Pero dichas voces tan solo indican variantes de la propia greba, ya que la ócrea de los griegos, etruscos y romanos se puede considerar una verdadera greba. 

## Griegos y etruscos
La ócrea griega se remonta a los tiempos de Homero y probablemente traía su origen de la bota de cuero usada por los guerreros asiáticos. Cubría desde el tobillo hasta por encima de la rodilla, era de metal flexible y probablemente estaba forrada de cuero por dentro. Para sujetarla a los tobillos se servían de unas tiras de cuero de las que se ven algunos fragmentos en las esculturas del frontón de Egina. Según se deduce de algunas pinturas de vasos, las ócreas se fijaban también a la pantorrilla por medio de hebillas o de correas. En algunos vasos pintados se ve a los guerreros griegos poniéndose las ócreas. Ifícrates, el reformador del armamento de la infantería griega, reemplazó las grebas de metal por unas piezas de cuero muy fuertes, guarnecidas quizás con launas de bronce y que se llamaban ificrátidas. 
Los etruscos debieron copiar de los griegos la ócrea de bronce sencilla, sin adornos, pero acusando en cierto modo la musculatura de la pierna. El saliente de la rodilla, la suave arista de la tibia y el contorno o perfil semicircular de la pantorrilla está perfilado por relieves o estrías. Así están representadas las ócreas que lleva Aristión en un bajorrelieve que se conserva. 

## El mundo romano

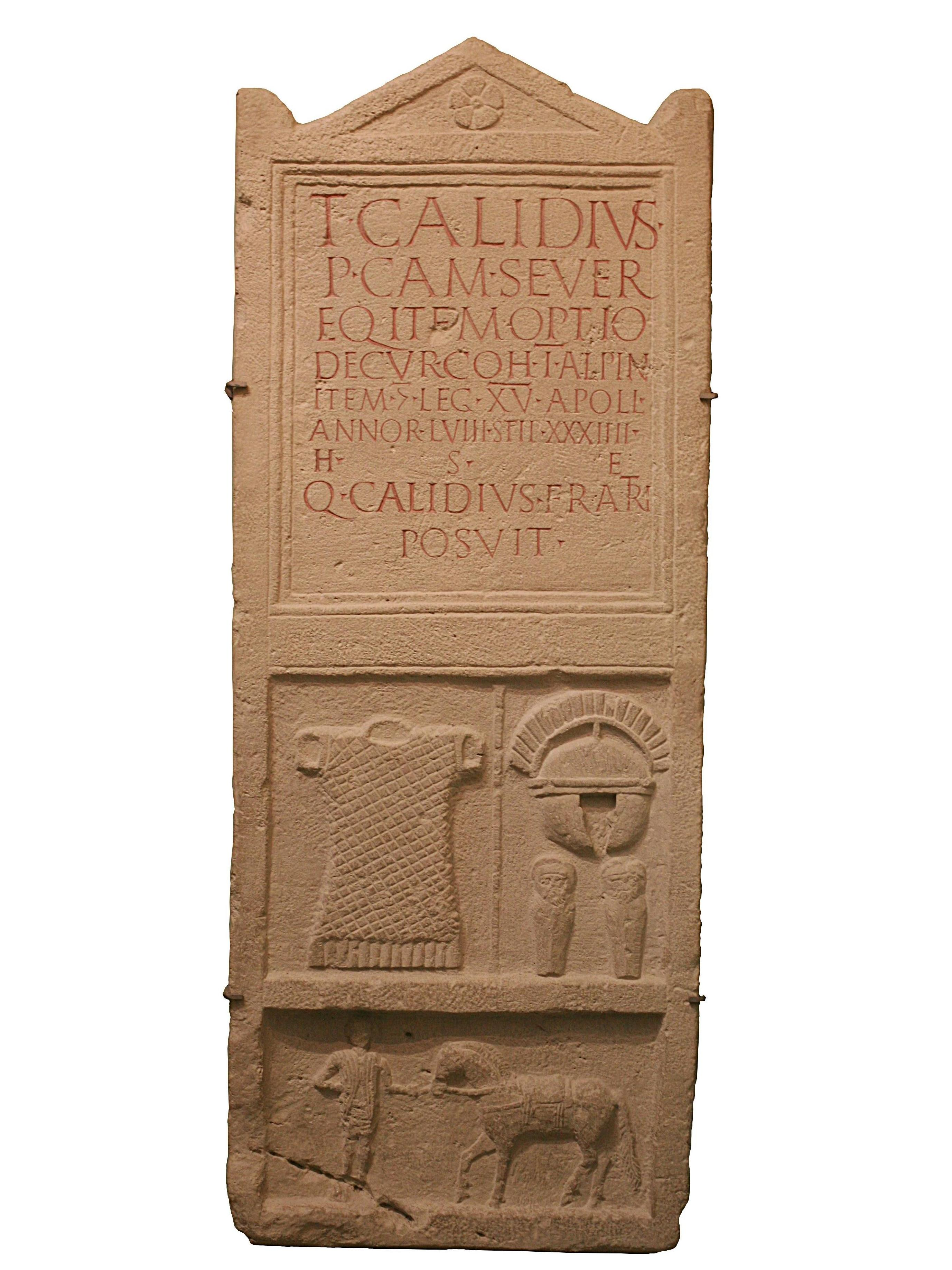
Estela funeraria de Titus Calidius Severus procedente de Carnuntum (Petronel, Austria), en la que aparecen las ocreae o grebas decoradas propias de un centurión romano del.

En Roma, por tiempos de la República, usaban la ócrea de bronce los hastati, los príncipes y los triarii en la pierna derecha que no iba cubierta por el escudo. En tiempos de Polibio, la caballería romana solo usaba grebas de cuero. En el Imperio romano, las grebas de metal tienden a desaparecer por completo y son sustituidas por una media de cuero o de lana que subía hasta la pantorrilla. 
La greba que ofrece más interés para los arqueólogos no es la de los soldados, sino la de los gladiadores romanos. Estos solo la llevaban en una pierna, la derecha o la izquierda, y hay algún raro ejemplo de llevarlas en las dos. La ócrea del gladiador era más grande que la de los soldados a que nos hemos referido. Cubría casi hasta medio muslo y se sujetaba al tobillo y la pierna por debajo de la pantorrilla con correas que se pasaban por unas anillas que había en sus bordes.

## La Edad Media
Se puede decir que, por lo que se refiere a la greba, no hay solución de continuidad entre el mundo romano y los siglos de la Edad Media. Los manuscritos de los siglos VIII al X nos muestran al guerrero desprovisto de tales defensas y con las piernas sencillamente envueltas en tiras de cuero. Durante el siglo XII y principio del XIII, los guerreros defendían sus piernas con calzas de malla, y a finales del siglo XIII aparecieron en Francia las primeras grebas, o mejor dicho espinilleras, de láminas de hierro que se fijaban a las pantorrillas mediante correas, siendo de notar que estas piezas aparecieron al mismo tiempo que las rodilleras metálicas. También por entonces se empezaron a usar en la Italia septentrional, la Provenza y el Languedoc unas grebas de piel labrada con rodilleras de acero.
El siglo XIII es la época en que los guerreros se preocuparon de dar más solidez y garantía de defensa a las armaduras y así, nada más haber inventado las grebas, se pensó en añadir una pieza intermedia entre ella y la rodillera articulada. Se comprende que a los hombres de armas acostumbrados a la malla les costara trabajo someterse a la rigidez de las placas de hierro unidas a dicha vestidura. 
Las grebas usadas en Francia durante los primeros años del siglo XIV estaban dispuestas de un modo análogo a las ócreas griegas de fino cobre que cubrían no solo la tibia, sino parte de la pantorrilla y podían ajustarse merced a la elasticidad metálica. Bien pronto nació la idea de defender también el mollar de la pantorrilla con una lámina de hierro y se inventaron las grebas de dos piezas con charnelas y ganchos, cubriendo con una tira de piel la unión de las grebas con las rodilleras. A finales del siglo XV y comienzos del XVI, los hombres de armas llevaban unas grebas de dos piezas de las que solamente la posterior cubría por completo el talón, uniéndose la anterior al zapato de hierro o escarpe de pico de pato compuesto de láminas articuladas. Dichas dos piezas se abrían por medio de resortes y se cerraban con botones por la parte interior de la pierna. Las grebas, como las demás piezas de la armadura, fueron objeto de los preciosos embellecimientos que tan costosas hicieron las armaduras en el siglo XVI.